# فینال جام حذفی فوتبال انگلستان ۱۸۷۵
فینال جام حذفی فوتبال انگلستان ۱۸۷۵، رقابت پایانی جام حذفی فوتبال انگلستان در سال ۱۸۷۵ میلادی است که مابین دو تیم باشگاه فوتبال رویال انجینیرز و باشگاه فوتبال الد اتونیاس در ورزشگاه اووال لندن برگزار شده‌است.
این مسابقه که در تاریخ ۱۳ مارس ۱۸۷۵ انجام شده‌است با نتیجه ۱ بر ۱ به پایان رسید.
در بازی تکراری که در ۱۶ مارس ۱۸۷۵ برگزار شد باشگاه فوتبال رویال انجینیرز با نتیجه دو بر صفر به پیروزی رسید.